# Peter Schetty
Peter Schetty, né en 1942 à Bâle, est un pilote automobile suisse.

## Biographie
En 1965 et 1966, il participe à diverses courses de côtes et en gagne certaines comme Rossfeld et Gaisberg et fini second en GT en 1966 (sur Ford Shelby 350 GT). (3e en 1967).
En 1967 il est pilote officiel Abarth en courses de côte et sur circuits en endurance, puis rentre chez Ferrari en 1968 toujours comme pilote, mais aussi comme responsable au service des achats de la marque (antérieurement diplômé d'économie et de sciences sociales).
En 1969 il ne connaît pas la défaite en championnat d'Europe de la montagne: 12 courses gagnées sur 12 avec une Ferrari 212E Montagna, tout spécialement préparée pour disputer la catégorie la plus puissante Sports Cars.
En 1971, il devient durant deux ans manager d'équipe en Formule 1, en tant que directeur sportif de la Scuderia Ferrari, avec laquelle il décroche le championnat du monde des constructeurs en 1972 et trois victoires en Grand Prix.
Fin 1972, il se retire de la course automobile, mais il participe tout de même aux 24 Heures du Mans en 1973.

## Récompenses et distinctions
- BP Racing Trophy en 1969 (le piston doré de la presse spécialisée suisse)[6].